# NGC 2873
NGC 2873 (również PGC 26742) – galaktyka spiralna (Sb), znajdująca się w gwiazdozbiorze Lwa. Odkrył ją 22 lutego 1857 roku R.J. Mitchell – asystent Williama Parsonsa.